# Horabagridae
Horabagridae zijn een familie van straalvinnige vissen uit de orde van Meervalachtigen (Siluriformes).

## Geslachten
- Horabagrus Jayaram, 1955